# Tonya Kinzinger

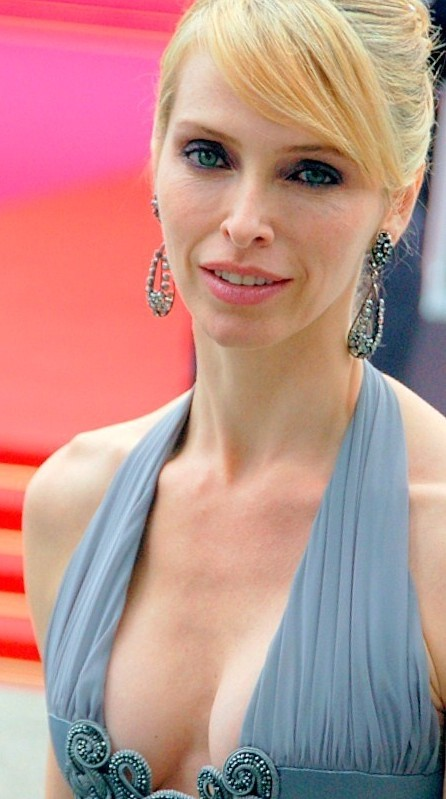
Tonya Kinzinger, 2008

Tonya Kinzinger (* 20. Juni 1968 in Monroe, Michigan) ist eine US-amerikanische Schauspielerin.

## Leben und Werk
Aus dem Wunsch heraus, einmal eine professionelle Tänzerin zu werden, nahm Kinzinger ab ihrem vierten Lebensjahr Tanzunterricht in Ballet, Jazz- und Stepptanz. Während eines Ferientanzkurses in New York City wurde sie im Sommer 1983 vom Mode-Fotografen Michael Reinhardt entdeckt und Eileen Ford, Mitgründerin der Modelagentur Ford Models, vorgestellt.
Nach ihrem Highschool-Abschluss im Folgejahr zog Kinzinger nach Paris, wo sie gemeinsam mit bekannten Fotografen als Model für Frauen- und Modezeitschriften wie Elle und Vogue arbeitete. Während ihres Aufenthalts in Paris lud man Kinzinger zu einem Vorsprechen für die weibliche Hauptrolle in Der eiskalte Wolf (Originaltitel: Dancing Machine) mit Alain Delon und Patrick Dupond ein. Ein verhängnisvoller Unfall beim Dreh machte ihren Kindheitstraum, Tänzerin zu werden, zunichte. Gleichzeitig entdeckte Kinzinger aber ihre Leidenschaft zum Schauspiel.
In den Folgejahren spielte sie in einigen französischen Fernsehfilmen und bekam 1995 eine Hauptrolle in der TV-Serie Die Draufgänger (Originaltitel: Extrême limite). Zwischen 1996 und 2008 spielte sie die Rolle der Jessica in dreizehn Staffeln der Soap St. Tropez (Originaltitel: Sous le soleil), einer der international erfolgreichsten Serien Frankreichs. Mit ihren Gastauftritten in Highlander und Dark Realm spielte sie erstmals in ihrer Muttersprache. Sie arbeitete künftig sowohl weiterhin in Frankreich als auch in den USA.
2014 nahm sie an der fünften Staffel der französischen Tanzshow Danse avec les stars teil.
Kinzinger ist Patin von Operation-z, einer französischen Organisation zur Reduzierung von Unfällen aufgrund von Trunkenheit am Steuer unter Jugendlichen im Alter zwischen 16 und 25 Jahren. Sie ist verheiratet und hat einen Sohn.

## Filmografie

### Filme
- 1990: Der eiskalte Wolf (Dancing Machine)
- 1991: Les dessous de la passion (Fernsehfilm)
- 1992: Les danseurs du Mozambique (Fernsehfilm)
- 1998: Tatoo (Kurzfilm)
- 2008: Fool Moon
- 2009: Presque célèbre (Fernsehfilm)
- 2012: Bienvenue aux acteurs anonymes (Kurzfilm)
- 2016: Sunday Horse – Ein Bund fürs Leben (A Sunday Horse)

### Serien
- 1992: Nestor Burmas Abenteuer in Paris (eine Folge)
- 1994: Highlander (eine Folge)
- 1994: Placé en garde à vue (eine Folge)
- 1994–1999: Die Draufgänger (Etrême limite, 54 Folgen)
- 1996–2008: St. Tropez (345 Folgen)
- 2000: Dark Realm (eine Folge)
- 2003: Largo Winch – Gefährliches Erbe (Largo Winch, eine Folge)
- 2007: Reich und Schön (The Bold and the Beautiful, drei Folgen)
- 2010: L'été où tout a basculé (eine Folge)
- 2011: Camping paradis (eine Folge)
- 2014: Dreams: 1 Rêve 2 Vies (eine Folge)
- seit 2019: Un si grand soleil (Fernsehserie)